# Mittlandsskogen

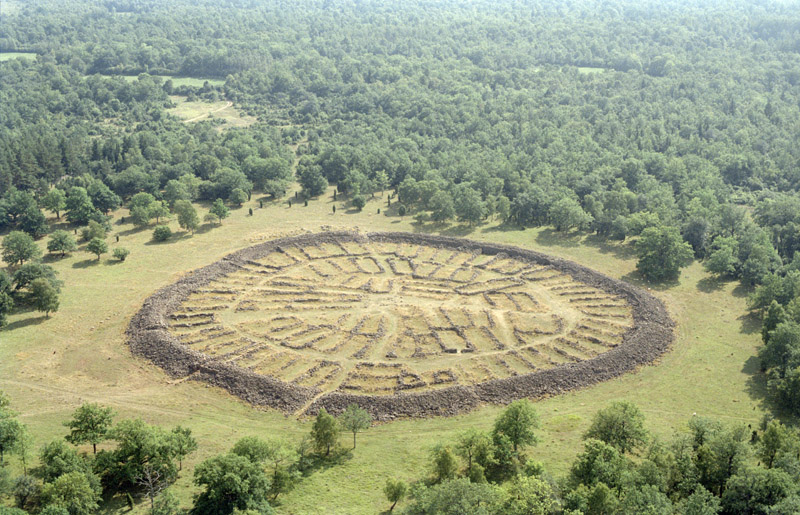
Mittlandsskogen breder ut sig kring Ismantorps fornborg.

Mittlandsskogen på Öland är norra Europas största sammanhängande ädellövskogsområde Den sträcker sig mellan Lenstad i söder och Köpingsvik i norr. Skogen utgörs i stor utsträckning av hasselrik ekskog, ek/ask/almskog samt avenbokskog. Mittlandsskogen hyser ett stort antal hotade och skyddsvärda arter av växter, djur och, speciellt, svampar.
Mitt inne i Mittlandsskogen ligger Ismantorps fornborg.